# Despotiko
Despotiko (řecky Δεσποτικό) je ostrov v Řecku. Nachází se v souostroví Kyklady a patří do regionální jednotky Paros. Má rozlohu 7,8 km² a je bez stálého osídlení. Nejvyšším bodem je Chondro Vouno (187 m).
Ostrov byl obydlen již v době bronzové a patřil k centrům kykladské civilizace. Řecký archeolog Christos Tsountas zde nalezl množství hrobů, soch, nádob a zbraní, při vykopávkách v roce 1959 byly objeveny pozůstatky velké svatyně, která je spojována s kultem Apollóna a Artemidy. Ostrov těžil ze své polohy na křižovatce námořních cest a vhodného přírodního přístavu. Ve starověku byl známý pod názvem Prepesinthos a je uveden v knize Naturalis historia. Ostrov se vylidnil po nájezdech pirátů v sedmnáctém století.
Despotiko je chráněným územím soustavy Natura 2000. Roste na něm garrigue, v okolním moři jsou porosty posidonie. Žije zde tuleň středomořský.